# Allium karsianum
Allium karsianum — вид квіткових рослин з підродини цибулевих (Allioideae).

## Біоморфологічна характеристика
Цибулини яйцювато-кулясті, 1–2 см в діаметрі і 1–2 см завдовжки, зовнішні оболонки сірувато-білі. Стебла заввишки 18–35 см, прямовисні, до 1/3–2/3 своєї довжини вкриті листовими піхвами. Листків 2–4, вузьколінійних, 2.0–2.5 мм ушир. Суцвіття багатоквіткове. Оцвітина вузькоциліндрична, від блідо-рожевого до білого кольору з пурпуровою середньою жилкою, 4–5 мм завдовжки і 1.5–2.0 мм завширшки. Тичинок 6. Коробочки 4–6 мм завдовжки і 2.5–4.0 мм завширшки.

## Поширення
Росте на північному сході Туреччини, у Південному Кавказі.